# Anna Urpina
Anna Urpina (Vic, Osona, 1989) és una violinista catalana.
Formada inicialment al Conservatori Professional de Música de Vic, amb 17 anys es traslladà als Estats Units per estudiar amb Vartan Manoogian a la University of Wisconsin-Madison. Posteriorment, va completar els seus estudis superiors de música al Reial Conservatori Superior de Música de Madrid i els va ampliar al Conservatoire royal de Bruxelles amb Shirly Laub, a la Hochschule für Musik und Theater de Leipzig amb Mariana Sîrbu i al Conservatorium van Amsterdam amb Vera Beths.
El 2022 va veure la llum el seu primer disc, "Baroque/modern", un disc que ha recollit guardons i premis arreu del món, com la medalla de plata als 'Global Music Awards' de Califòrnia, en les categories de millor instrumentista i d'artista emergent, i la medalla d'or als 'World Classical Music Awards' del Regne Unit.